# ウルンディ
ウルンディ（Ulundi）は、南アフリカ共和国の都市。クワズールー・ナタール州に属する。人口19,840人（2011年時点）。1994年から2004年まではピーターマリッツバーグとともにクワズールー・ナタール州の州都であったが、2004年にピーターマリッツバーグが単独州都となった。

## 歴史
ウルンディは1873年9月1日、ズールー王国の王となったセテワヨ・カムパンデによって、先代のムパンデ王の都であるオンディニに代わる新首都として建設された。新都はウルンディ（高い場所）と名づけられた。1879年7月4日、ズールー戦争中のウルンディの戦いによってイギリス軍に占領された。
1972年にバントゥースタンとしてクワズールーが成立するとウルンディはナタール州からクワズールーに移管され、1980年にはそれまでのノンゴマにかわってクワズールーの首都となった。
1994年にクワズールーとナタール州が合併しクワズールー・ナタール州ができると、州議会第1党となったズールー人のインカタ自由党は「ズールーの伝統的な都であるウルンディを州都にするべき」と主張し、ナタール州都であったピーターマリッツバーグとともに共同州都となった。しかし、ウルンディはインフラや政府庁舎などの整備状況がよくなかったため、2004年に州議会でアフリカ民族会議が政権を握るとウルンディは州都から外された。

## 交通
- ウルンディ空港（英語版）